# Carmine De Martino
Carmine De Martino (Salerno, 6 marzo 1898 – 29 marzo 1963) è stato un politico, imprenditore e dirigente sportivo italiano.

## Biografia
Fondatore e proprietario della SAIM (Società agricola industriale del Mezzogiorno), attiva nel settore farinaceo e tabacchicolo, De Martino fu sottosegretario con Alberto Folchi del Ministro degli affari esteri Giuseppe Pella, durante la II Legislatura e la III Legislatura, sotto i governi Zoli (con delega all'emigrazione) e Segni.

Nel 1950 con Giovanni Pallastrelli criticò la legge stralcio della riforma agraria.
Nella stagione calcistica 1956-1957 fu presidente della Salernitana, rilevandola e salvandola dal fallimento in seguito alla messa in liquidazione.